# Rio Chavón
O rio Chavón é um rio no leste da República Dominicana. Corre no sentido norte-sul. Nas suas margens foi parcialmente filmada a película Apocalypse Now. O local denominado Altos de Chavón é um ponto turístico muito visitado pelos turistas hospedados em Punta Cana.